# Штраубінг
Штраубінг (нім. Straubing) — місто земельного підпорядкування в Німеччині, розташоване у федеральній землі Баварія.
Місто підпорядковане адміністративному округу Нижня Баварія. Населення становить 44 493 особи (станом на 31 грудня 2009 року). Займає площу 67,58 км².

## Відомі вихідці
- Артур Ахляйтнер (1858—1927) — німецький письменник.

## Міста-побратими
- Вельс (нім. Wels), Австрія
- Роман-сюр-Ізер, Франція, з 1970
- Туам (англ. Tuam, ірл. Tuaim), Ірландія